# Campeonato Africano de Atletismo de 2012 - 200 m masculino
A prova dos 200 metros masculino do Campeonato Africano de Atletismo de 2012 foi disputada entre os dias 30 e 1 de julho de 2012 no Estádio Charles de Gaulle em Porto Novo,  no Benim. 

## Recordes
Antes desta competição, os recordes mundiais e do campeonato nesta prova eram os seguintes:
|                       | Nome               | Nacionalidade | Tempo  | Local   | Data                 |
| --------------------- | ------------------ | ------------- | ------ | ------- | -------------------- |
| Recorde mundial       | Usain Bolt         | Jamaica       | 19s 19 | Berlim  | 20 de agosto de 2009 |
| Recorde do campeonato | Frankie Fredericks | Namíbia       | 19s 99 | Dakar   | 22 de agosto de 1998 |
| Recorde africano      | Frankie Fredericks | Namíbia       | 19s 68 | Atlanta | 1 de agosto de 1996  |

## Medalhistas
| Ouro                    | Prata                           | Bronze          |
| Ben Youssef Meité (CIV) | Amr Ibrahim Mostafa Seoud (EGY) | Noah Akwu (NGR) |

## Cronograma
Todos os horários são locais (UTC+1).
| Data        | Hora  | Evento    |
| ----------- | ----- | --------- |
| 30 de junho | 14:00 | Bateria   |
| 30 de junho | 15:20 | Semifinal |
| 1 de julho  | 16:10 | Final     |

## Resultados

### Bateria
Qualificação: 2 atletas de cada bateria (Q) mais os 8 melhores qualificados (q).
| Posição | Bateria | Raia | Atleta                    | Nacionalidade                  | Tempo | Notas |
| ------- | ------- | ---- | ------------------------- | ------------------------------ | ----- | ----- |
| 1       | 7       | 6    | Thuso Mpuang              | África do Sul                  | 20.95 | Q     |
| 2       | 2       | 5    | Noah Akwu                 | Nigéria                        | 20.98 | Q     |
| 3       | 7       | 3    | Adama Jammeh              | Gâmbia                         | 21.04 | q     |
| 4       | 3       | 1    | Obakeng Ngwigwa           | Botswana                       | 21.07 | Q     |
| 5       | 4       | 1    | Idrissa Adam              | Camarões                       | 21.09 | Q     |
| 6       | 7       | 8    | Hitjivirue Kaanjuka       | Namíbia                        | 21.11 | q     |
| 7       | 5       | 7    | Amr Ibrahim Mostafa Seoud | Egito                          | 21.12 | Q     |
| 8       | 6       | 5    | Tim Abeyie                | Gana                           | 21.14 | Q     |
| 8       | 8       | 8    | Mosito Lehata             | Lesoto                         | 21.14 | Q     |
| 10      | 1       | 5    | Simon Magakwe             | África do Sul                  | 21.15 | Q     |
| 11      | 6       | 7    | Anaso Jobodwana           | África do Sul                  | 21.19 | Q     |
| 12      | 2       | 7    | Ben Youssef Meité         | Costa do Marfim                | 21.20 | Q     |
| 12      | 8       | 1    | Shepherd Kofi Agbeko      | Gana                           | 21.20 | Q     |
| 14      | 6       | 8    | Titus Kafunda Mukhala     | Zâmbia                         | 21.21 | q     |
| 15      | 1       | 4    | Innocent Bologo           | Burquina Fasso                 | 21.22 | Q     |
| 16      | 4       | 6    | Ali Ngaimoko              | Uganda                         | 21.31 | Q     |
| 17      | 7       | 2    | Fabrice Coiffic           | Ilhas Maurícias                | 21.32 | q     |
| 18      | 8       | 7    | Francis Zimwara           | Zimbabwe                       | 21.34 | q     |
| 19      | 8       | 3    | Gérard Kobéané            | Burquina Fasso                 | 21.38 | q     |
| 20      | 4       | 2    | Ashhad Agyapong           | Gana                           | 21.42 | q     |
| 21      | 3       | 6    | Stanley Azie              | Nigéria                        | 21.45 | Q     |
| 22      | 2       | 3    | Tony Chirchir             | Quênia                         | 21.49 | Q     |
| 23      | 5       | 2    | Sibusiso Matsenjwa        | Essuatíni                      | 21.50 | Q     |
| 24      | 2       | 5    | Delivert Arsene Kimbembe  | República do Congo             | 21.64 | q     |
| 25      | 3       | 4    | Frank Puriza              | Namíbia                        | 21.72 |       |
| 26      | 2       | 4    | Brian Dzingai             | Zimbabwe                       | 21.74 |       |
| 27      | 8       | 6    | Jean-Yves Esparon         | Seicheles                      | 21.75 |       |
| 28      | 2       | 8    | Assim Abdoule             | Gâmbia                         | 21.81 |       |
| 29      | 5       | 1    | Adam Yarou                | Benim                          | 21.95 |       |
| 30      | 4       | 7    | Fanuel Kenosi             | Botswana                       | 21.96 |       |
| 31      | 5       | 4    | Lingo Obanga Ojulu        | Etiópia                        | 21.98 |       |
| 32      | 1       | 2    | Touray Ibrahim            | Serra Leoa                     | 22.00 |       |
| 33      | 6       | 3    | Yendountien Tiebekabe     | Togo                           | 22.02 |       |
| 34      | 1       | 8    | Neddy Marie               | Seicheles                      | 22.03 |       |
| 34      | 3       | 8    | Marvin Lewis              | Libéria                        | 22.03 |       |
| 36      | 7       | 4    | Leeroy Henriette          | Seicheles                      | 22.07 |       |
| 37      | 3       | 7    | Isaac Jones               | Gâmbia                         | 22.08 |       |
| 38      | 2       | 2    | Abyot Lencho              | Etiópia                        | 22.09 |       |
| 39      | 5       | 5    | Thierie Ferdinand         | Ilhas Maurícias                | 22.25 |       |
| 40      | 7       | 7    | Marvini Bonde             | Zimbabwe                       | 22.29 |       |
| 41      | 4       | 3    | Wetere Galcha             | Etiópia                        | 22.46 |       |
| 42      | 6       | 4    | Abdallah Al Bain Abbo     | Chade                          | 22.57 |       |
| 43      | 6       | 6    | Kassimou Amadou Tidjani   | Benim                          | 22.70 |       |
| 44      | 3       | 5    | Mahamat Modou Moussa      | Chade                          | 22.72 |       |
| 45      | 4       | 5    | Christ Bitsindou          | República do Congo             | 22.75 |       |
| 46      | 5       | 3    | Narcisse Dingamyo         | Chade                          | 22.87 |       |
| 47      | 5       | 8    | Saifeldel Ali             | Líbia                          | 22.90 |       |
| 48      | 1       | 3    | Kabeya Mukendi            | República Democrática do Congo | 23.64 |       |
| 49      | 7       | 1    | Reginaldo Montenguba      | Guiné Equatorial               | 24.24 |       |
| 97      | 3       | 2    | Pierre Paul Bissek        | Camarões                       | DNF   |       |
| 97      | 6       | 2    | Mohamed Khouaja           | Líbia                          | DNF   |       |
| 98      | 4       | 8    | Rosel Kafwa Lusanga       | República Democrática do Congo | DSQ   |       |
| 98      | 8       | 5    | Boubavir Tawerghi         | Líbia                          | DSQ   |       |
| 99      | 1       | 6    | Tekle Berhane             | Eritreia                       | DNS   |       |
| 99      | 1       | 7    | Richard Chitambi          | Zâmbia                         | DNS   |       |
| 99      | 2       | 6    | Obinna Metu               | Nigéria                        | DNS   |       |
| 99      | 3       | 3    | Jiddou Ould Haye          | Mauritânia                     | DNS   |       |
| 99      | 4       | 4    | Siapade Marius Loua       | Costa do Marfim                | DNS   |       |
| 99      | 5       | 6    | Jean Tarcicius Batambok   | Camarões                       | DNS   |       |
| 99      | 8       | 2    | Hua Wilfried Koffi        | Costa do Marfim                | DNS   |       |

### Semifinal
Qualificação: 2 atletas de cada bateria  (Q) mais os  2 melhores qualificados (q). 
| Posição | Bateria | Raia | Atleta                    | Nacionalidade      | Tempo | Notas |
| ------- | ------- | ---- | ------------------------- | ------------------ | ----- | ----- |
| 1       | 2       | 5    | Ben Youssef Meité         | Costa do Marfim    | 20.61 | Q     |
| 2       | 3       | 3    | Amr Ibrahim Mostafa Seoud | Egito              | 20.62 | Q     |
| 3       | 1       | 5    | Mosito Lehata             | Lesoto             | 20.63 | Q,    |
| 4       | 1       | 6    | Simon Magakwe             | África do Sul      | 20.66 | Q     |
| 5       | 2       | 4    | Thuso Mpuang              | África do Sul      | 20.70 | Q     |
| 6       | 3       | 5    | Noah Akwu                 | Nigéria            | 20.74 | Q     |
| 7       | 3       | 6    | Idrissa Adam              | Camarões           | 20.78 | q     |
| 8       | 1       | 3    | Obakeng Ngwigwa           | Botswana           | 20.83 | q     |
| 9       | 2       | 4    | Tim Abeyie                | Gana               | 20.98 |       |
| 10      | 1       | 7    | Adama Jammeh              | Gâmbia             | 21.02 |       |
| 11      | 2       | 8    | Ali Ngaimoko              | Uganda             | 21.07 |       |
| 12      | 2       | 7    | Hitjivirue Kaanjuka       | Namíbia            | 21.08 |       |
| 13      | 2       | 2    | Titus Kafunda Mukhala     | Zâmbia             | 21.11 |       |
| 14      | 2       | 6    | Innocent Bologo           | Burquina Fasso     | 21.12 |       |
| 15      | 1       | 4    | Shepherd Kofi Agbeko      | Gana               | 21.20 |       |
| 16      | 3       | 8    | Sibusiso Matsenjwa        | Essuatíni          | 21.21 |       |
| 17      | 3       | 7    | Tony Chirchir             | Quênia             | 21.34 |       |
| 18      | 1       | 2    | Fabrice Coiffic           | Ilhas Maurícias    | 21.38 |       |
| 18      | 3       | 2    | Francis Zimwara           | Zimbabwe           | 21.38 |       |
| 19      | 1       | 1    | Gérard Kobéané            | Burquina Fasso     | 21.52 |       |
| 21      | 2       | 1    | Delivert Arsene Kimbembe  | República do Congo | 21.70 |       |
| 22      | 1       | 8    | Stanley Azie              | Nigéria            | 21.83 |       |
| 99      | 3       | 1    | Ashhad Agyapong           | Gana               | DNS   |       |
| 99      | 3       | 4    | Anaso Jobodwana           | África do Sul      | DNS   |       |

### Final
| Posição           | Raia | Atleta                    | Nacionalidade   | Tempo | Notas |
| ----------------- | ---- | ------------------------- | --------------- | ----- | ----- |
| Medalha de ouro   | 6    | Ben Youssef Meité         | Costa do Marfim | 20.62 |       |
| Medalha de prata  | 4    | Amr Ibrahim Mostafa Seoud | Egito           | 20.76 |       |
| Medalha de bronze | 7    | Noah Akwu                 | Nigéria         | 20.83 |       |
| 4                 | 5    | Simon Magakwe             | África do Sul   | 20.87 |       |
| 5                 | 2    | Obakeng Ngwigwa           | Botswana        | 21.01 |       |
| 6                 | 1    | Idrissa Adam              | Camarões        | 21.09 |       |
| 7                 | 3    | Mosito Lehata             | Lesoto          | 21.11 |       |
| 8                 | 8    | Thuso Mpuang              | África do Sul   | 21.39 |       |

Legenda
| Recorde mundial       | Recorde mundial (World record)               |                       | Recorde africano                      | Recorde africano (African) |                                           | Q | Classificado por posição (Qualified) |
| Recorde do campeonato | Recorde do campeonato (Championship record)  | Recorde da América    | Recorde da América (Americas)         | q                          | Classificado por melhor tempo (Qualified) |   |                                      |
| Melhor marca do ano   | Melhor marca do ano (World leading)          | Recorde asiático      | Recorde asiático (Asian)              | DNS                        | Não largou (Did not start)                |   |                                      |
| Recorde nacional      | Recorde nacional (National record)           | Recorde europeu       | Recorde europeu (European)            | DNF                        | Não terminou (Did not finish)             |   |                                      |
| Recorde pessoal       | Recorde pessoal do atleta (Personal best)    | Recorde da Oceania    | Recorde da Oceania (Oceania)          | DSQ / DQ                   | Desclassificado (Disqualified)            |   |                                      |
| Recorde da temporada  | Recorde da temporada do atleta (Season best) | Recorde sul-americano | Recorde sul-americano (South America) | NM                         | Sem marca (No mark)                       |   |                                      |